# Albertiniïta
L'albertiniïta és un mineral de la classe dels òxids. És l'anàleg de Fe²⁺ de la gravegliaïta. Els minerals tipus es troben a la col·lecció de mineralogia del Museo Civico di Storia Naturale de Milà, Itàlia i a la Universitat de Lieja, Bèlgica.

## Característiques
L'albertiniïta és un element químic de fórmula química Fe²⁺(SO₃)(H₂O)₃. Cristal·litza en el sistema monoclínic.